# 11007 Granahan
11007 Granahan este o planetă minoră (asteroid), cu un diametru de 3,586 km, din centura de asteroizi. A fost descoperită pe 1 noiembrie 1980 la Observatorul Palomar de Schelte J. Bus. 
Obiectul prezintă o orbită caracterizată de o semiaxă mare de 2,2346814 UAi, o excentricitate de 0,137327, o înclinație de 3,19695 ° în raport cu ecliptica.